# ベイザー
ベイザー(ペルシア語: بيضا, Beyzā/Bayḍā/Beyẕā/Bayzâ)とは、イランのファールス州ベイザー郡中央地区の都市であり、地区と郡の中心都市に定められている。また、中央地区の下位の行政区であるベイザー農村地区の行政の中心でもある。2019年10月にセピーダーン郡内のベイザー地区が郡に昇格した際、ベイザーが郡の中心都市となり、郡に含まれる唯一の市（シャフル）となった。
2016年当時の人口は7,252人、1,952世帯。